# 엘컴텍
엘컴텍 주식회사(영어: Elcomtec Co., Ltd.)는 경기도 평택시에 본사를 둔 휴대 전화 부품 제조 기업이다.

## 역사
1991년 9월 13일에 한성전자로 설립되었으며 2000년에 한성엘컴텍으로 상호를 변경 후 거쳐 동년 8월 22일 코스닥 시장에 상장하였다.